# إسكندر قره تيودوري باشا
إسكندر قره تيودوري باشا هو سياسي عثماني شغل منصب والي في الدولة العثمانية.

## مناصبه
تولى المناصب التالية:
- أمير ساموس (1885–1895)
- والي كريت (1 نوفمبر 1878–1 ديسمبر 1878)
- والي كريت (1 مايو 1895–1 ديسمبر 1895)